# بارنت روبين
بارنت روبين (بالإنجليزية: Barnett Rubin)‏ هو عالم سياسة أمريكي، ولد في 10 يناير 1950 في فيلادلفيا في الولايات المتحدة.

## وصلات خارجية
- بارنت روبين على موقع إن إن دي بي (الإنجليزية)